# Yarwell
Yarwell is een civil parish in het bestuurlijke gebied East Northamptonshire, in het Engelse graafschap Northamptonshire met 294 inwoners.